# Paramārtha
Paramārtha (眞諦, Pinyin: Zhēndì, Wade-Giles: Chen-ti, giapponese: Shindai; India, 499 – Luoyang, 569) è stato un monaco buddhista e traduttore indiano.
Paramārtha fu un monaco buddista indiano del VI secolo, pellegrino in Cina dove operò come grande traduttore di testi buddisti dal sanscrito al cinese. Nel corso della carriera di monaco traduttore, soprattutto di testi Cittamātra, Paramārtha tradusse 64 opere per complessivi 278 rotoli.
Originario di Ujayinī (città dell'antico regno indiano di Avanti), Paramārtha, il cui nome originario era Kulanātha, giunse in Cambogia dove risiedette fino al 546 quando, venne invitato a Corte dall'imperatore della dinastia Liang, Wǔ (武, conosciuto anche come  Xiāo Yǎn 蕭衍, regno: 502-49). Giunse nel 548 nella capitale del regno meridionale dei Liang, Jiànkāng (建康, oggi Nanchino) dove avviò la traduzione dei primi sutra. Con la scomparsa dell'imperatore Wǔ, avvenuta nel 549, l'impero della dinastia Liang ebbe notevole instabilità e ciò costrinse Paramārtha a continui spostamenti, il primo dei quali fu il viaggio che lo portò nel Regno di Langkasuka, sulla costa est della penisola malese.